# Abba Love Stories
ABBA Love Stories (nr indeksu 559 221-4) – kompilacyjny album na kasecie magnetofonowej stereo z największymi przebojami szwedzkiej grupy muzyki pop ABBA, wydany w 1998 roku przez PolyGram Polska ZAIKS na licencji Polar International Sztokholm .

## Lista utworów
Side One
1. "Fernando" (1976) (Andersson, Anderson,
2. "The Name of the Game" (1977) (Andersson, Anderson, Ulvaeus) – 4:53
3. "Chiquitita" (1979) (Andersson, Ulvaeus) – 5:26
4. "The Winner Takes It All" (1980) (Andersson, Ulvaeus) – 4:54
5. "I Have A Dream" (1979) (Andersson, Ulvaeus) – 4:42
6. "The Day Before You Came"
7. "One Of Us"
8. "Andante, Andante"

Side Two
1. "One Man, One Woman",
2. "Eagle",
3. "Slipping Through My Fingers",
4. "My Love, My Life",
5. "Our Last Summer",
6. "Like An Angel Passing Through My Room",
7. "I Wonder (Departure)",
8. "I Let The Music Speak",
9. "The Way Old Friends Do"